# 小行星6565
小行星6565（英語：6565 Reiji）是一颗围绕太阳公转的小行星。1992年3月23日，圓舘金、渡邊和郎在北见发现了此天体。
这颗小行星的绝对星等为53.57041等。